# 克維里拉河

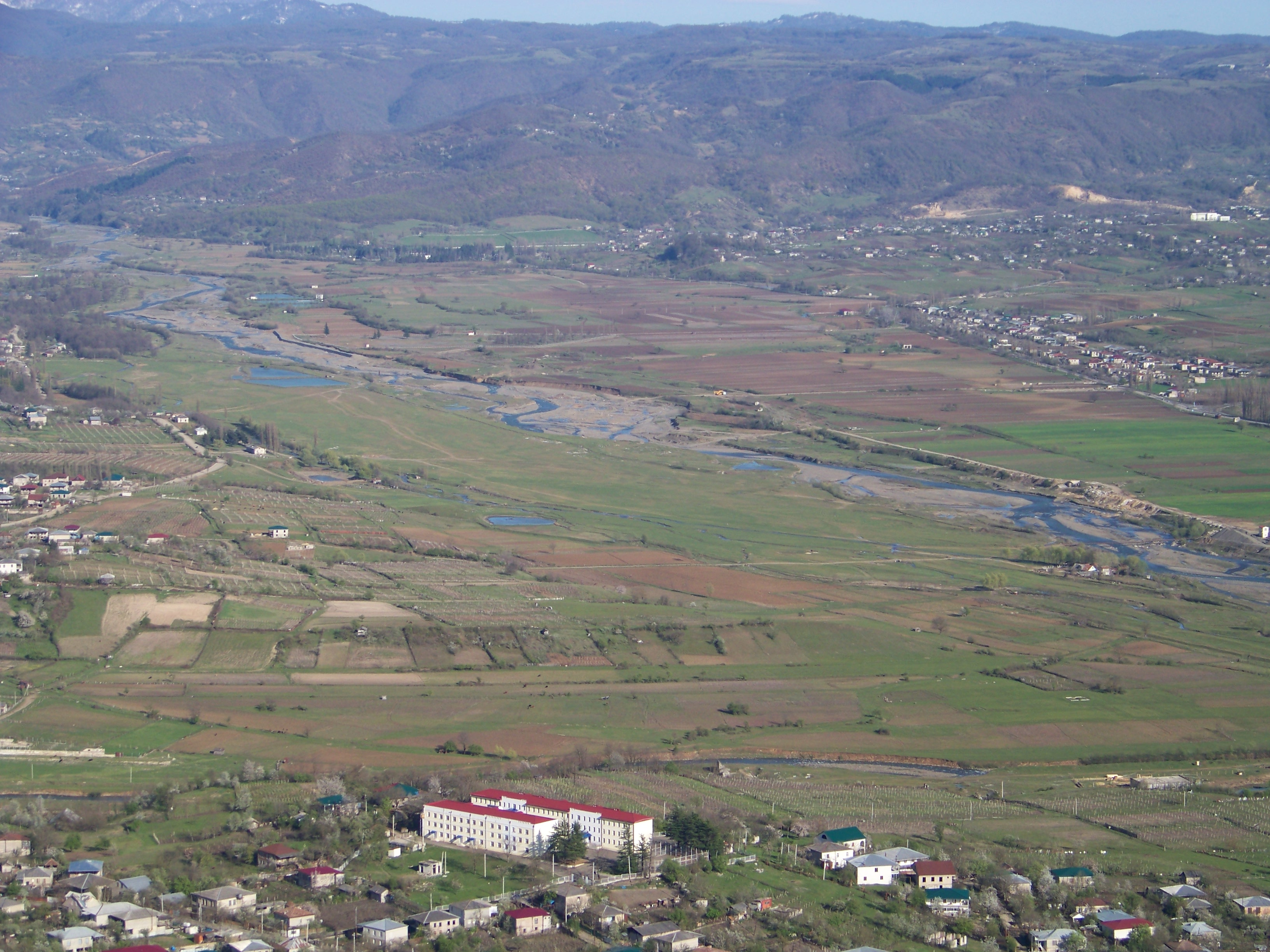

克維里拉河是格魯吉亞的河流，屬於里奧尼河的左支流，河道全長140公里，流域面積3,630平方公里，河水主要來自雨水，河畔城鎮有薩奇海雷、奇阿圖拉和澤斯塔波尼。
42°21′16″N 43°35′38″E / 42.3544°N 43.5939°E